# 甘溪镇 (衡东县)
甘溪镇，是中华人民共和国湖南省衡陽市衡东县下辖的一个乡镇级行政单位。

## 行政区划
甘溪镇下辖以下地区：
汇溪社区、甘溪村、前进村、夏浦村、兴隆村、大岳村、新江村、铅锌村、东冲村、东岗村、和平村、竹岭村、新杨村、明桥村、洄水村、新石村、新泉村、新田村、松塘村、石桥村、香花村、大源村、社背村、中心村、农林场村、大岳冲村、新冲村、大源塘村、金觉村、枣园村、石岗村和能桥村。

## 中国传统村落
2013年8月，夏浦村被评为第二批中国传统村落。